# László Sepsi
László Sepsi [ˈlaːsloː ˈʃɛpʃi] (* 7. Juni 1987 in Luduș, Kreis Mureș) ist ein ehemaliger rumänischer Fußballspieler. Der Außenverteidiger spielte zuletzt für Universitatea Cluj.

## Karriere
László Sepsi ist ungarischer Abstammung.
Seine Karriere begann im Jahr 2004 im Alter von 17 Jahren bei Gaz Metan Mediaș in der Divizia B (heute Liga II). Nach dem knapp verpassten Aufstieg holte ihn ein Jahr später der damalige Trainer László Bölöni zu Stade Rennes in die französische Ligue 1. Dort konnte er sich aber nicht durchsetzen und kam lediglich im Pokal zum Einsatz. Sepsi kehrte im Jahr 2006 nach Rumänien zurück und schloss sich Gloria Bistrița an, das seinerzeit in der Liga 1 spielte. Dort konnte er sich als Stammspieler durchsetzen und erreichte mit dem Klub die Qualifikation zum UI-Cup, in der der Klub im Finale Atlético Madrid unterlag.
In der Winterpause 2007/08 nahm ihn Benfica Lissabon unter Vertrag. Bei den Portugiesen kam Sepsi aber nur unregelmäßig zum Einsatz, sodass er mit Beginn der Saison 2008/09 nach Spanien an Racing Santander ausgeliehen wurde. Auch in Santander konnte sich Sepsi nicht als Stammspieler durchsetzen. In der Winterpause 2009/10 kehrte er nach Rumänien zurück und spielte für den FC Timișoara. Die Saison 2010/11 schloss er mit seinem Team als Vizemeister hinter Oțelul Galați ab. Da seinem Klub die Zulassung zur Spielzeit 2011/12 verwehrt wurde, stieg er in die Liga II ab und kämpfte dort mit seiner Mannschaft um die Rückkehr ins Oberhaus. Im Februar 2012 verpflichtete ihn der Erstligist FCM Târgu Mureș. Nachdem er mit seiner Mannschaft am Saisonende abgestiegen war, nahm ihn der amtierende Meister CFR Cluj unter Vertrag. Der verlieh ihn Anfang 2014 wieder für ein halbes Jahr an Târgu Mureș. Nach dem Aufstieg wurde das Leihgeschäft um ein Jahr verlängert.
Zur Saison 2015/16 wechselte Sepsi zum 1. FC Nürnberg, mit dem er Vizemeister der 2. Bundesliga 2018 wurde und somit in die Bundesliga aufstieg. Sein auslaufender Vertrag wurde jedoch nicht verlängert und er verließ den Verein. Er schloss sich dem rumänischen Klub Universitatea Cluj an, bei dem er ein Jahr später seine Karriere beendete.

### Nationalmannschaft
Sepsi bestritt bisher vier Spiele für die rumänische Fußballnationalmannschaft. Sein Debüt hatte er am 26. März 2008 im Freundschaftsspiel gegen Russland. Nach zweijähriger Pause folgten zwei weitere Länderspiele im Juni 2010 sowie nach erneuter mehrjähriger Abwesenheit ein weiterer Einsatz im Juni 2015.

## Erfolge
- Vizemeister der 2. Bundesliga 2018 und Aufstieg in die Bundesliga (mit dem 1. FC Nürnberg)
- Rumänischer Vizemeister: 2011, 2015